# Ectreposebastes niger
Ectreposebastes niger är en fiskart som först beskrevs av Pierre Fourmanoir, 1971.  Ectreposebastes niger ingår i släktet Ectreposebastes och familjen Setarchidae. Inga underarter finns listade i Catalogue of Life.